# Собор двенадцати апостолов
Собор двенадцати апостолов (Собор святых славных и всехвальных двенадцати Апостолов, церк.-слав. Собо́ръ ст҃ы́хъ сла́вныхъ и҆ всехва́льныхъ двоюна́десѧти а҆пⷭ҇лъ) — праздник Православной церкви, отмечаемый 30 июня (13 июля), на следующий день после празднования памяти первоверховных апостолов Петра и Павла. Первые упоминания о данном празднике встречаются с IV века.
Праздник посвящён двенадцати апостолам: Петру, Андрею Первозванному, Иакову Заведееву, Иоанну Богослову, Филиппу, Варфоломею, Фоме, Левию Матфею, Иакову Алфееву, Иуде Фаддею, Симону Кананиту, а также апостолу Матфию, избранному в число двенадцати апостолов вместо Иуды Искариота. Также память каждого из апостолов чествуется в различные дни года.

## Храмы и церкви

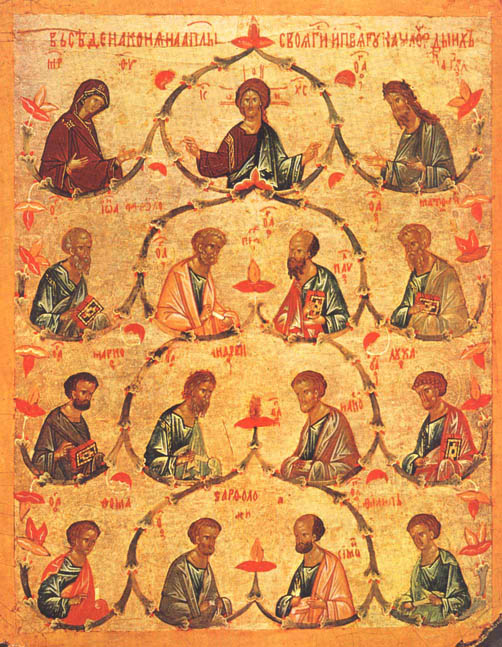
Собор Двенадцати Апостолов (новгородская икона, XV век)

В честь праздника построен ряд православных храмов.
Самым первым из них стал храм, построенный по указанию императора Константина Великого (274—337) в Константинополе — Церковь Апостолов, ставшая императорской усыпальницей. В этот же период, по преданию, его мать равноапостольная Елена, также построила церковь двенадцати апостолов у Тивериадского озера.
В России церковь Двенадцати апостолов была построена в середине XVII века в Кремле по указанию патриарха Никона (является единственной в Москве церковью в честь данного праздника). Её возвели вместе с великолепными Патриаршими палатами, церковь до 1680 года служила домовым патриаршим храмом.
О святии апостоли Христовы: Петре и Андрее, Иакове и Иоанне, Филиппе и Варфоломее, Фомо и Матфее, Иакове и Иудо, Симоне и Матфие! Услышите наши молитвы и воздыхания, сердцем сокрушенным ныне приносимые и помозите нам, рабам Божии (имена), вашим мощным пред Господем ходатайством, избавитися от всякаго зла и вражия лести, твердо же преданную вами веру православную сохраняти, в ней же вашим предстательством ни ранами, ни прещением, ни мором, ни коим гневом от Создателя нашего умалени будем, но мирное зде поживем житие и сподобимся видети благая на земли живых, славяще Отца и Сына и Святаго Духа, Единаго в Троице славимаго и покланяемаго Бога, ныне и присно и во веки веков.
В храме Двенадцати апостолов Китаевой пустыни города Киева имеются частицы мощей всех 12-ти апостолов (за исключением святого Иоанна Богослова, взятого с телом в Рай, и предателя Иуды Искариота, отпавшего от апостольского лика) и многих других великих святых.
Из современных построек известна греческая православная церковь Двенадцати Апостолов, возведённая в 1925 году на территории евангельского Капернаума (Израиль).

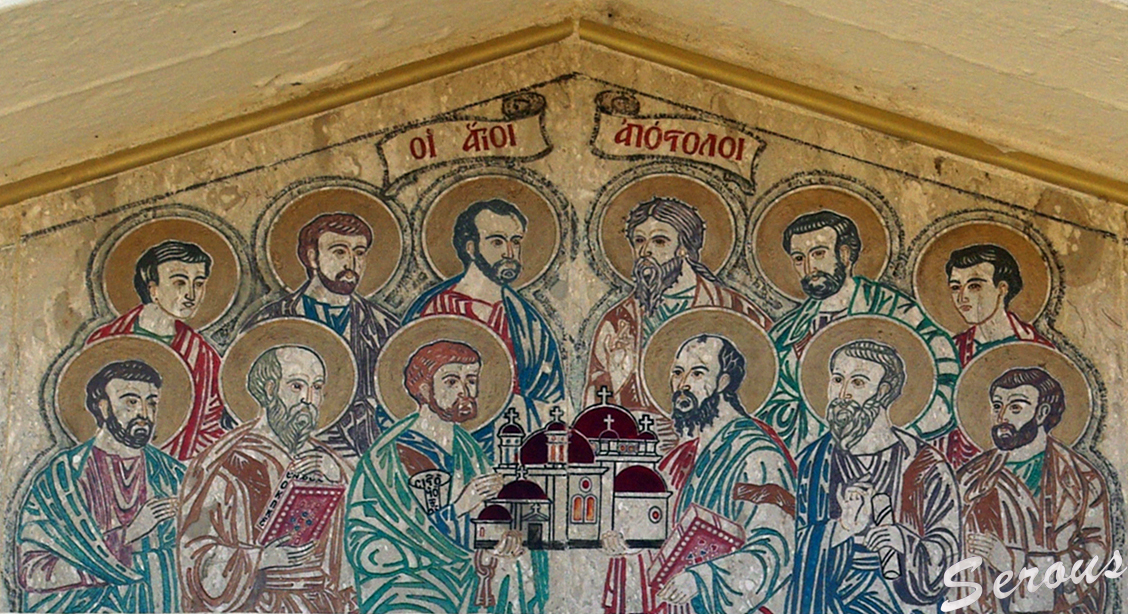
Фреска церкви Двенадцати Апостолов в Капернауме
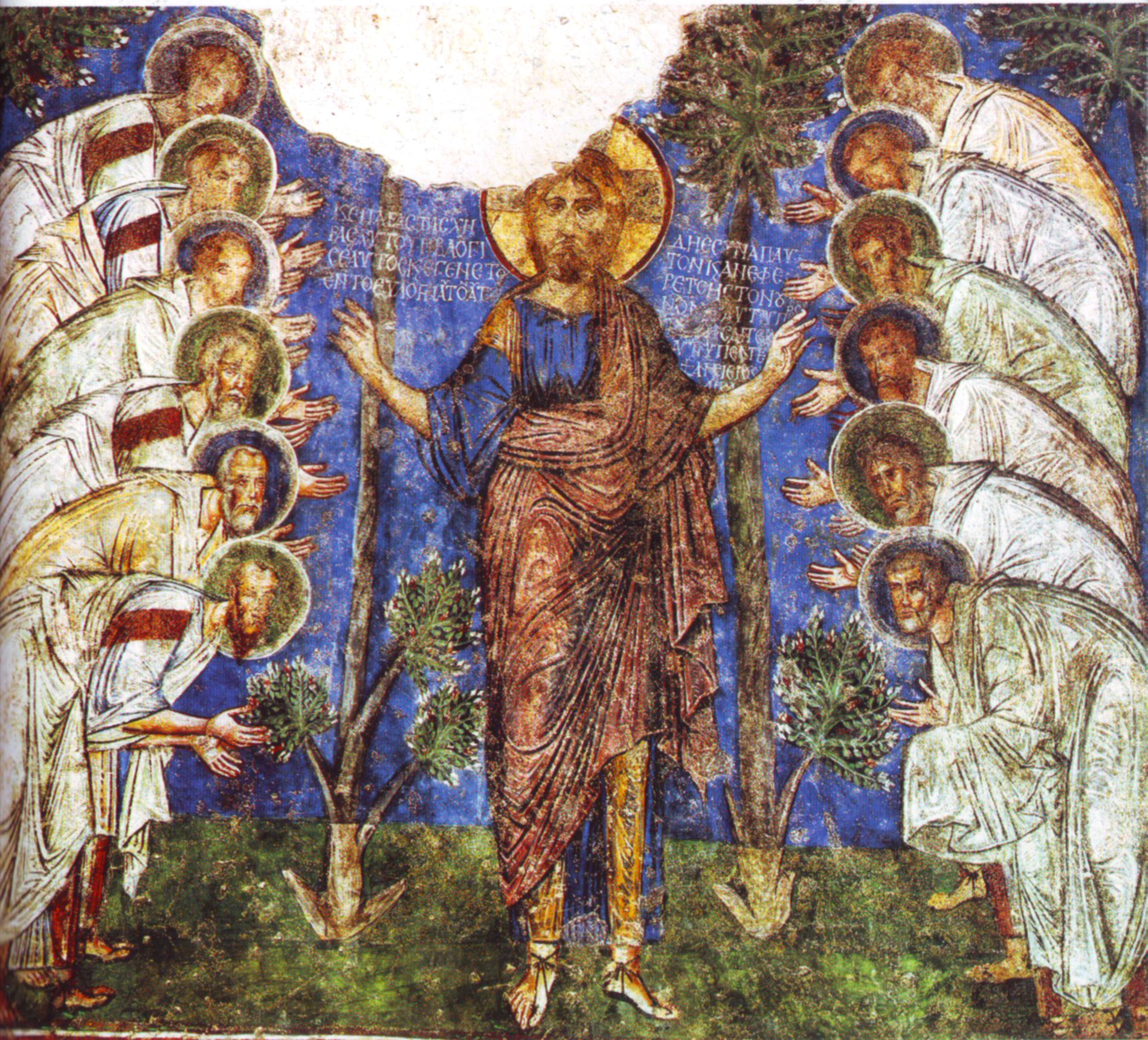
Иисус Христос и 12 апостолов (фреска XII века, Каппадокия)
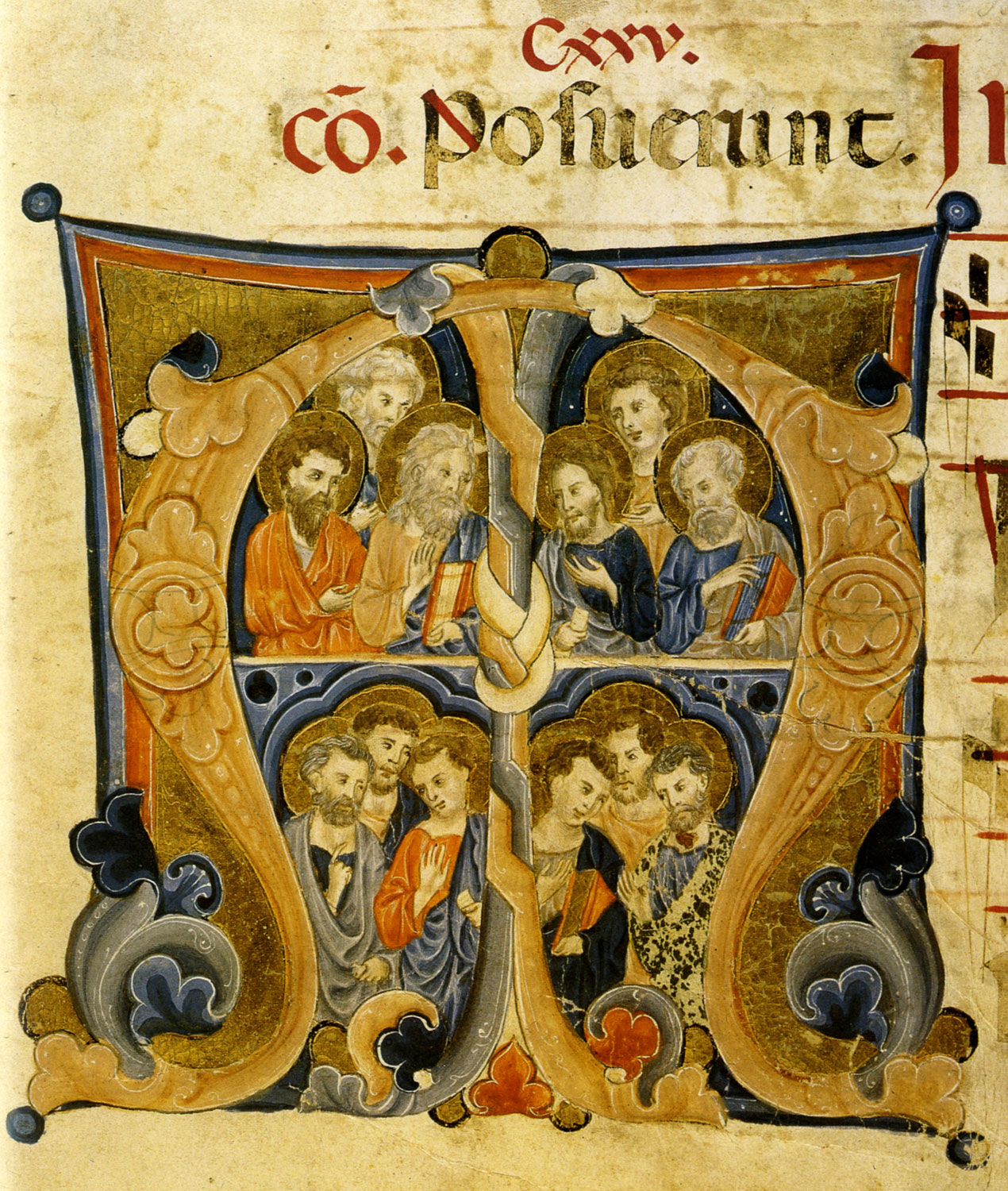
Двенадцать апостолов (книжная миниатюра, XIII век)